# 六必居
六必居（ろくひつきょ）は、中国の北京市にある漬物店。明代の嘉靖9年（1530年）に創業した。中国を代表する漬物の専門店で、中華老字号のひとつである。

## 参照
- 六必居の魅力・地図・行き方【JTB】
- 「六必居」の名前の由来
- 1530年創業！前門の老舗漬物店「六必居」 | グッチのサイゴンせいかつ（旧：グッチのしゃんはいCook）